# Alfonso Lara
Alfonso Lara Madrid (ur. 27 kwietnia 1946, zm. 13 sierpnia 2013 w Santiago) – chilijski piłkarz grający podczas kariery na pozycji pomocnika.

## Kariera klubowa
Karierę piłkarską Alfonso Lara rozpoczął w stołecznym Magallanes. W 1970 przeszedł do beniaminka ligi chilijskiej CD Lota Schwager. W 1973 powrócił do stolicy, gdzie został zawodnikiem CSD Colo-Colo. Z Colo-Colo zdobył Puchar Chile w 1974 oraz dotarł do finału Copa Libertadores 1973, gdzie Colo-Colo uległo argentyńskiemu Independiente Avellaneda.

## Kariera reprezentacyjna
W reprezentacji Chile Lara zadebiutował 27 listopada 1968 w przegranym 0-4 spotkaniu o Copa Carlos Dirttborn z Argentyną.
W 1974 roku został powołany przez selekcjonera Luisa Álamosa do kadry na Mistrzostwa Świata w RFN. Na Mundialu Lara wystąpił w meczu z RFN. W 1975 wziął udział w Copa América. W tym turnieju Lara wystąpił w meczu z Peru, który był jego ostatnim meczem w reprezentacji. Od 1968 do 1975 roku rozegrał w kadrze narodowej 29 spotkań.